# جيري جونز
جيري جونز (بالإنجليزية: Gerry Jones)‏ (30 ديسمبر 1945 في المملكة المتحدة - ) هو لاعب كرة قدم بريطاني في مركز الهجوم. لعب مع ستوك سيتي وماكليسفيلد تاون وستافورد رينجرز.

## وصلات خارجية
- جيري جونز على موقع قاعدة بيانات كرة القدم.إي يو (الإنجليزية)